# Неймовірна подорож
«Неймовірна подорож» (рос. Необычайное путешествие) — фантастичний роман радянської казахської педагогині і письменниці Віри Кузнєцової. Вперше книгу видано у 1955 році. Поєднує у собі риси науково-популярної літератури, наукової фантастики, історичного роману та літературної казки.

## Передісторія та особливості книги
Ідея написання книги виникла в автора під час проведення заняття гуртка з вивчення історичного матеріалізму. Один з учнів висловив думку, що матеріал був би засвоєний значно краще, якби все, про що йшлося на лекції, мало вигляд художнього твору. Взявши на замітку цю ідею, Кузнєцова почала роздумувати якою ж буде книга, що мала б пояснювати у прийнятній для дітей формі закономірності переходу від однієї суспільно-економічної формації до іншої. Було обрано формат повісті, де б роль економічного закону в історії людського суспільства пояснювалася самим ходом сюжету, де головні герої мандруватимуть у часі силою своєї уяви; роль автора в поясненні матеріалу, таким чином, зводитиметься до необхідного мінімуму. До роботи над книгою була залучена група школярів, які давали поради щодо дій головних героїв — своїх однолітків, а також вивчали історичний матеріал, що описувався у створюваному творі.
У ході роботи над книгою автором було опрацьовано масу історичної та іншої літератури з фондів бібліотек та музеїв Алмати та Москви, матеріали та особисті консультації надавав член-кореспондент АН СРСР Г. А. Тихов та інші вчені.
Попри зовнішню схожість на науково-фантастичний твір, у повісті не використовується фантастичне допущення — діти мандрують у часі не за допомогою певної технології, а завдяки своїй уяві. Крім того, у творі не ставиться проблема мови — з представниками всіх епох та етносів (включаючи неандертальців) діти спілкуються без перекладача, послуговуючись російською мовою.

## Сюжет
Перша половина 1950-х, Казахстан, станція Матай неподалік Алмати. Троє школярів — Вася, Валерик та їхня подруга Кюльжан зустрічають таємничого незнайомця — астробіолога Гавриїла Адріановича, який їм розповідає про таємничий закон історії та про можливість практичного виявлення його дії шляхом потрапляння в різні історичні епохи.
Почергово діти мандрують епохами пітекантропів, синантропів, неандертальців, вирушають до часів трипільців, скіфів, давніх єгиптян, опиняються в середньовічній Франції, Лондоні 1860-х років, США (1952 рік). Після подорожей в минуле діти потрапляють у близьке майбутнє — в умовну еру комунізму, де мають змогу опинитися на космічній станції та навіть помандрувати на Марс.
Книга закінчується поверненням дітей до свого часу й рідного селища.

## Цікаві факти
- Попри те, що в умовному майбутньому вже начебто панує комунізм, все ще існують окремі республіки, є згадка про КНР, економікою по-старому керує уряд, згадуються «радянські люди».
- Цитується план побудови бази комунізму Сталіна, а на центральній площі Алмати біля пам'ятника Леніна стоїть пам'ятник Сталіну;
- Природні умови Казахстану радикально змінені завдяки повороту двох сибірських річок, густа сітка каналів перетворила колишні напівпустелі на сади;
- Атомні двигуни використовуються у космічних кораблях, а атомні бомби — для викликання дощу;
- Описано прилад, що нагадує GPS-навігатор;
- Ряд помилкових і застарілих положень, що стосуються космічних польотів і життя на Марсі, пояснюється рівнем тогочасної науки.

## Видання
- Кузнецова В. Н. Необычайное путешествие. — Алма-Ата: Казгослитиздат, 1955. — 308 с.
- Кузнецова В. Н. Необычайное путешествие. Книга 1. — Екатеринбург: Издательский дом «Тардис», 2015. — 190 с. — (Серия: Фантастический раритет, вып. 326).
- Кузнецова В. Н. Необычайное путешествие. Книга 2. — Екатеринбург: Издательский дом «Тардис», 2015. — 188 с. — (Серия: Фантастический раритет, вып. 327).